# Вевчани
Вѐвчани (варианти на името Вехчани, Весчани, на македонска литературна норма: Вевчани) е село в югозападната част на Северна Македония, център на едноименната община, в която е единственото населено място.

## География
Вевчани се намира на 14 km северно от град Струга, в подножието на планината Ябланица. На север от него е разположено село Подгорци, на юг – Октиси, на югозапад Горна Белица, а на изток населеното с албанци село Велеща. Голяма част от землището на селото се намира над 1000 m надморска височина.

## Етимология
Името произлиза от старобългарското  – село. Сравними са Долгаец и Белевехчево. Началното име е *Весчане, което е селищно име *Весец + jane. От него произлиза формата Вешчан(е), а от нея Вехчан(е).

## История
В землището на селото са намерени следи от жилища от II век преди Христа. След IX век и официалното приемане на християнството в България селото се споменава като принадлежащо на различни охридски манастири и църкви. В 1342 година е споменато в грамотата на Стефан Душан като Вешчани. В османски данъчни регистри на немюсюлманското население от Охридския вилает от 1633 – 1634 година селото е отбелязано под името Вешчано със 154 джизие ханета (домакинства). Има сведения за училище в селото през 1835 година. От 1868 година в селото работи българско мъжко училище „Свети Спас“ (според други данни – от 1873 година,) а от 1890 година – девическо училище „Надежда“.
Жителите на Вевчани са известни като строители и обикалят редица краища на Османската империя и извън нея (предимно във Влашко). По време на Руско-турската война от 1877 – 1878 година двама вевчанци – Янко Трифонов Янков (1852 – 1922) и Василий Григоров Василев (ок. 1847 – 1917) взимат участие в Българското опълчение. В „Етнография на вилаетите Адрианопол, Монастир и Салоника“, издадена в Константинопол в 1878 година и отразяваща статистиката на населението от 1873 година, Весчани (Vestchani) е посочено като село с 865 домакинства с 2430 жители българи.
Според Васил Кънчов в 90-те години Вехчани е богато село с 400 християнски къщи с добро училище и църква. Според статистиката му („Македония. Етнография и статистика“) в 1900 година Вехчани се обитава от 2590 жители българи.
На Етнографската карта на Битолския вилает на Картографския институт в София от 1901 година Вешчани е чисто българско село в Охридската каза на Битолския санджак с 360 къщи.
В края на 1900 година на голямо събрание по инициатива на Милан Матов са заклети 50 вевчанци за членове на ВМОРО.
На 13 август 1903 година и през следващите дни, по време на Илинденско-Преображенското въстание, селото многократно е нападано от башибозук и ограбвано. Местният свещеник Пантелей и двама първенци са убити, мнозина са ранени и убити.
В телеграма изпратена до председателя на Парламента по спорните черкви и училища в Македония и Одринско пише:
| „ | Всичкото население от с. Вехчани, състояще се от 500 къщи, от най-старо време се намира под ведомството на Св. Екзархия; напоследък само 12 къщи под натиска и заплашванията на няколко злодейци станаха сърбомани. Последните се отнесоха до властта да им разреши да отворят училище и правителството им разреши. Предвид обстоятелството, че с убийството на 9 декемврий м.г., извършено от сърби върху българина Аврам Трифонов и съпругата му, се създадоха вълнения между населението, молим да се вземат нужните мерки за отстраняването на всяка опасност. От селския кмет. | “ |

В 1907 година селото има 2347 жители и 440 къщи. От тях към 1908 година 12 къщи се отделят в сръбска община. През 1910 година техният брой е 17.
Вевчанци са известни със своеобразния си диалект, различен от този на околните села. През 1907 г. главният учител в Охрид Яким Деребанов в ревизионния си рапорт за българските училища и население в Скопска, Дебърска и Охридска епархия, пише:
| „ | Това село си има свой диалект, говорът им не прилича на нито едно село от околните. Има едно предание: жени от с. Вехчани отишли на работа в некое село, стопанинът им казва, че парите ще им брои след некой ден, а те му казват, че искат парите „на река“ (на ръка). Зачудил се стопанинът какво да прави и как да им занесе парите на реката. | “ |

При избухването на Балканската война в 1912 година 21 души от Вевчани са доброволци в Македоно-одринското опълчение.
Община Вевчани граничи единствено с община Струга. Площта ѝ е едва 22,8 квадратни километра и като се изключат някои от общините, съставляващи град Скопие, общината е най-малката по площ в Северна Македония. Според преброяването от 2002 година Вевчани има 2433 жители.
| Националност | Всичко |
| македонци    | 2419   |
| албанци      | 3      |
| турци        | 0      |
| роми         | 0      |
| власи        | 1      |
| сърби        | 3      |
| бошняци      | 0      |
| други        | 7      |

На 13 и 14 януари, Василица, се провежда ежегодният Вевчански карнавал. На 14 януари 2021 г. по време на карнавала демонстративно е изгорено националното знаме на Република България, а видеоклип с оскверняването на флага е качен в популярна интернет социална мрежа и става причина за остра дипломатическа реакция на Министерството на външните работи на Република България чрез българския посланик в Скопие.
От юни 2010 година се провежда ежегодна международна художествена колония „Вевчански видувания“.

## Църкви
Централната църква на Вевчани е била „Въведение Богородично“ или „Богородица Пречиска“, така наречената Долна Церков. Църквата е разрушена в османско време. В 1921 година започва да се гради на ново, но поради недостиг на средства строежът е прекратен в 1928 година. Втората голяма църква на селото е „Свети Никола“ (Горна Церков), завършена в 60-те години на XIX век – една от най-красивите възрожденски църкви в страната с икони на Дичо Зограф и стенописи от Аврам Дичов.
Северозападно над селото е манастирът от XIX век „Свети Спас Горни“, в новия католикон, завършен в 1990 година, са запазени оригиналните иконостас и икони. „Свети Спас Бела плоча“ или Долни е кръстокуполен манастирски храм, изграден в 1986 – 1996 година на североизточния вход на Вевчани на мястото на стара църква. В Кралска Югославия е изграден параклис „Свети Сава“, който в 1994 година е разрушен и на 20 октомври 1994 година митрополит Тимотей Дебърско-Кичевски поставя темелния камък на „Света Варвара и Свети Сава Йерусалимски“. В 2013 година на Гергьовден на входа на Вевчани са осветени темелите на църквата Свети Георги, градена от дялан камък. Параклисите „Свети Димитър“ и „Света Петка“ са късновъзрожденски, разположени в местността Падарница северно от селото. Параклисът „Света Неделя“ е в местността Извор, на яз. В храма има малък извор, а иконостасът му е изработен от Георги Бубаноски в 1939 година. Параклисът „Свето Преполвение“ („Руса Среда“) е също в местността Извор и също има извор не него, наречен женска вода, тъй като се вярва, че лекува безродие. Изграден е в 1972 година от братята Ристо, Сандре и Леон Шекуткоски. Също в местността Извор е разположено и църквището „Свети Йоан Кръстител“, където на Водици се хвърля кръста в реката.

## Личности
Родени във Вевчани
- Анастас Кюшкоски (р. 1942), северномакедонски писател
- Васил Георгиев, български опълченец, ІІI опълченска дружина[28]
- Васил Сърбаков (около 1847 - 1917), български опълченец
- Гьоре Алулов, български революционер, деец на ВМОРО[29]
- Зарко Спасов, български архитект и деец на Стружкото братство[30]
- Йован Поповски (1916 – 2012), северномакедонски писател
- Кондо войвода (? – 1807), български хайдутин
- Кота Кузман Пупина Костойчинова Христова, българска революционерка
- Кръсте Велкоски (р. 1988), северномакедонски футболист
- Милутин Бебекоски (1941 - 2014), северномакедонски писател
- Мишо Китановски (р. 1941), северномакедонски писател и новинар
- Насто Мурадчев (1869 – 1903), български революционер от ВМОРО и селски кмет
- Наум Попески (р. 1947), северномакедонски писател
- поп Пандел, български революционер, деец на ВМОРО, убит с Леко Терзията през Илинденско-Преображенското въстание в 1903 година[31]
- поп Петър, български революционер, деец на ВМОРО, убит от турците в 1906 година[31]
- Ставре Гогов (1884 – 1907), стружки войвода на ВМОРО, самоубил се в родното си село при сражение с турски войски
- Стефан Калайджиев, български революционер, деец на ВМОРО[29]
- Стоян Китка, български революционерк, взел участие в Илинденското въстание в 1903 година[31]
- Яким Алулов (1945 – 1903), стружки войвода на ВМОРО
- Янко Трифонов Янков (1852 – 1922), български опълченец

Кметове на Вевчани
- Васил Радиноски (1996 – 2009)
- Перо Илиески (2009 –)

Свързани с Вевчани
- Яким Беласчиев, български учител от Охрид, преподавал във Вевчани между 1852 – 1857 година[32]